# Crunchyroll Anime Awards 2019
Die dritten Crunchyroll Anime Awards wurden am 16. Februar 2019 verliehen. Die Verleihungszeremonie wurde online auf der Streamingplattform Twitch übertragen.
Die Moderation übernahm die Webvideoproduzentin und Synchronsprecherin Cristina Vee. Zu den Laudatoren der Show gehörten unter anderem der Komponist Kevin Penkin, Regisseur und Influencer Freddie Wong, Miles Luna und Ryan Potter.
Verliehen wurden die Preise in fünfzehn Kategorien. Erstmals wurden synchronsprecherische Leistungen in Japanisch und Englisch als Bestes Charakterdesign und Beste Regie ausgezeichnet, wohingegen Kategorien wie Bester Manga, Bestes CGI, Beste Comedy, Bestes Drama und Bester Soundtrack nicht vergeben wurden.
Megalo Box erhielt mit acht die meisten Nominierungen, während My Hero Academia mit vier gewonnenen Preisen am häufigsten ausgezeichnet wurde.
Weltweit wurden fünf Millionen Stimmen abgegeben.

## Preisträger und Nominierte
| Kategorie                           | Preisträger                                                       | außerdem nominiert |
| ----------------------------------- | ----------------------------------------------------------------- | --- |
| Anime des Jahres                    | Devilman Crybaby                                                  | Violet Evergarden A Place Further Than the Universe Megalobox Zombie Land Saga Hinamatsuri |
| Bester Film                         | My Hero Academia: Two Heroes                                      | Fireworks Liz und ein Blauer Vogel Manzinger Z: Infinity Mirai Night is Short, Walk on Girl |
| Beste Fortsetzung                   | Dragon Ball Super                                                 | Die Braut des Magiers Black Clover March Comes in like a Lion One Piece Boruto: Naruto Next Generations |
| Bester Protagonist                  | Rimuru Tempest (That Time I Got Reincarnated as a Slime)          | Retsuko (Aggretsuko) Yumeko Jabami (Kakegurui) Joe (Megalobox) Violet Evergarden (Violet Evergarden) Sakuta Azusagawa (Rascal Does Not Dream of Bunny Girl Senpai)                                                                                          |
| Bester Antagonist                   | All For One (My Hero Academia 3)                                  | Yuri (Megalobox) Ryo Asuka (Devilman Crybaby) Momonga (Overlord) Tokushiro Tsurumi (Golden Kamuy) Akane Shinjo (SSSS.Gridman) |
| Bester Junge                        | Izuku „Deku“ Midoriya (My Hero Academia 3)                        | Honda-san (Skull-face Bookseller Honda-san) Haida (Aggretsuko) Joe (Megalobox) Sakuta Azusagawa (Rascal Does Not Dream of Bunny Girl Senpai) Kotaro Tatsumi (Zombie Land Saga)                                                                              |
| Bestes Mädchen                      | Mai Sakurajima (Rascal Does Not Dream of Bunny Girl Senpai)       | Nadeshiko Kagamihara (Laid-Back Camp) Asirpa (Golden Kamuy) Hinata Miyake (A Place Further Than the Universe) Anzu (Hinamatsuri) Lily Hoshikawa (Zombie Land Saga)                                                                                          |
| Beste Animation                     | Violet Evergarden                                                 | My Hero Academia 3 Devilman Crybaby Bloom into you Megalobox A Place Further Than the Universe |
| Bester Regisseur                    | Masaaki Yuasa – Devilman Crybaby                                  | Atsuko Ishizuka – A Place Further Than the Universe Taichi Ichidate – Violet Evergarden Yohei Suzuki – Planet With Yō Moriyama – Megalobox Hiroko Utsumi – Banana Fish                                                                                      |
| Bestes Charakterdesign              | Takahiro Kashida – JoJo’s Bizarre Adventure                       | Sanrio – Aggretsuko Akiko Takase – Violet Evergarden Hiroshi Shimizu – Megalobox Kiyotaka Oshiyama – Devilman Crybaby Kasumi Fukagawa – Zombie Land Saga |
| Bester Synchronsprecher (japanisch) | Mamoru Miyano – Kotaro Tatsumi (Zombie Land Saga)                 | Rareko – Retsuko (Aggretsuko) Megumi Han – Miki Makimura (Devilman Crybaby) Reina Ueda – Akane Shinjo (SSSS.Gridman) Soma Saito – Honda-san (Skull-face Bookseller Honda-san) Nao Toyama – Rin Shima (Laid-Back Camp)                                       |
| Bester Synchronsprecher (englisch)  | Christopher Sabat – All Might (My Hero Academia 3)                | Kari Wahlgren – Haruko Haruhara (FLCL Progressive) Erica Mendez – Retsuko (Aggretsuko) David Wald – Erzähler (Mr. Tonegawa: Middle Management Blues) Tia Ballard – Zero Two (Darling in the Franxx) Erika Harlacher – Violet Evergarden (Violet Evergarden) |
| Beste Kampfszene                    | All For One vs. All Might (My Hero Academia 3)                    | Jiren vs. Goku (Dragon Ball Super) Hina vs. Anzu (Hinamatsuri) Satan vs. Devilman (Devilman Crybaby) Yami vs. Licht (Black Clover) Naruto und Sasuke vs. Momoshiki (Boruto: Naruto Next Generations)                                                        |
| Bester Vorspann                     | Mika Nakashima feat. Hyde – Kiss of Death (Darling in the Franxx) | Coda – Fighting Gold (JoJo’s Bizarre Adventure) Tia – Deal with the Devil (Kakegurui) Miura Jam – Aggretsuko Theme (Aggretsuko) Samire Uesaka – POP TEAM EPIC (Pop Team Epic) sumika – Fiction (Keine Cheats für die Liebe)                                 |
| Bester Abspann                      | Linked Horizon – Akatsuki no Requiem (Attack on Titan 3)          | the pillows – Star Overhead (FLCL Alternative) Starlight Kukugumi – Fly Me to the Star (Revue Starlight) Aimer – Ref:rain (After the Rain) the pillows – Spiky Seeds (FLCL Progressive) NakamuraEmi – Kakatte Koi yo (Megalobox)                            |

- Industry Icon Award: Masahiko Minami[7]